# Petri Pasanen
Petri Pasanen (sinh ngày 24 tháng 9 năm 1980 ở Lahti) là một cầu thủ bóng đá người Phần Lan hiện đang là cầu thủ của Werder Bremen.Anh là một hậu vệ với vị trí sở trường là trung vệ nhưng anh cũng có thể chơi dạt ra hai bên cánh.

## Sự nghiệp câu lạc bộ
Pasanene trở thành một cầu thủ quan trọng của Lahti khi đội bóng này lên hạng vào năm 1998.Trong hai mùa giải tiếp theo anh có 42 lần ra sân cho đội bóng ở giải vô địch quốc gia Phần Lan.
Nhiều đội bóng hàng đầu châu Âu quan tâm tới sự tiến bộ của Pasanen và vào mùa hè năm 2000 anh gia nhập Ajax Amsterdam.Anh trở thành một nhân tố quan trọng trong hàng phòng ngự của Ajax ở ngay mùa giải đầu tiên, nhưng phong độ của nah bắt đầu đi xuống kể từ khi anh bị gãy chân vào tháng 8 năm 2001 và lỡ phần lớn mùa giải 2001-2001.Mùa giải sau đó anh lại trở thành nhân tố quan trọng giúp Ajax vào tứ kết cúp C1.
Anh không còn được trọng dụng nhiều ở Ajax ở mùa giải 2003-04, và ở giai đoạn hai của mùa giải anh được đem đi cho Portsmouth mượn ở Premier League.Huấn luyện viên Portsmouth Harry Redknapp muốn mua hẳn Pasanen vào cuối mùa, nhưng không thành do Ajax đòi hỏi mức phí quá cao.
Pasanen được mua bởi nhà vô địch nước Đức Werder Bremen vào mùa hè năm 2004.Anh trở thành một cầu thủ quan trọng của đội bóng từ đó, giúp đội bóng lọt vào top 3 của Bundesliga và vào vòng 2 Champions League trong cả hai mùa giải đầu tiên của anh ở đội bóng.

## Thi đấu quốc tế
Pasanen cũng là một cầu thủ chủ chốt của đội tuyển quốc gia Phần Lan.Anh có trận ra mắt vào ngày 15 tháng 9 năm 2000 trong trận tiếp Ireland.Ở đội tuyển Pasanen thường chơi hậu vệ phải do đội tuyển thiếu một cầu thủ đẳng cấp ở vị trí này.
Pasanen cũng chơi cho đội tuyển futsal của nước này.Anh có sáu lần ra sân và ghi hai bàn thắng.

## Danh hiệu

### Ajax
- Giải vô địch quốc gia Hà Lan:2001-02
- Cúp quốc gia Hà Lan:2001-02
- Siêu cúp Hà Lan:2002

### Werder Bremen
- Siêu cúp nước Đức:2006
- Cúp quốc gia Đức:2009